# Alexandr Stich
Alexandr Stich (10. března 1934 Nitra – 26. ledna 2003 Praha) byl český jazykovědec a literární historik, bohemista, od roku 1992 profesor české literatury na Filozofické fakultě Univerzity Karlovy v Praze.

## Život
V letech 1952 až 1957 na Filozofické fakultě UK vystudoval bohemistiku a slavistiku. Potom působil na Ústavu pro jazyk český, odkud musel odejít v roce 1974. V sedmdesátých a osmdesátých letech pracoval v nakladatelství Československý spisovatel, kde uspořádal několik vydání českých spisovatelů, většinou pod cizím jménem. V roce 1990 se vrátil na Filozofickou fakultu, kde působil až do smrti na Katedře českého jazyka a teorie komunikace. V roce 1991 byl jmenován docentem a o rok později profesorem české literatury. Od roku 1997 byl členem Učené společnosti ČR.
Byl proti zmasovění studia na Univerzitě Karlově, nechtěl z ní dělat "Karlovu měšťanku a diplomy rozdávat rovnou". Sám sebe označoval za elitáře.

## Dílo
Alexandr Stich se specializoval na zkoumání baroka a jeho literatury a jazyka, dějiny české literatury 19. a poč. 20. století (Karel Havlíček Borovský, František Halas, Jan Neruda), na českou slovotvorbu a na otázky textologie a editologie. Specifickým přínosem A. Sticha je koncept tzv. "lingvoliterární historie", de facto pojmu příbuznému intertextualitě. Lingvoliterární historie má sledovat a zkoumat konotace a významy uchovávané v jazyce (slovní spojení, styl atd.) a migrující mezi literárními díly. Stich tak upozorňoval na podle něj zhoubné odtržení literární vědy a jazykovědy.

## Trivia
Alexandr Stich byl nadšeným cyklistou, i ve vyšším věku jezdil po Praze na kole.

## Citát
„Bohemista bez latiny je jednonohý, bohemista bez němčiny je beznohý.“

## Publikace
- Od Karla Havlíčka k Františku Halasovi (lingvoliterární studie), 1996, ISBN 80-85639-84-X
- Seifertova světlem oděná (interpretace: pokus a výzva), 1998, ISBN 80-7203-104-X (váz.), ISBN 80-7203-105-8 (chyb.)
- Jazykověda – věc veřejná, 2004, ISBN 80-7106-678-8
- Sabina - Němcová - Havlíček a jiné textologické studie* , 2011, ISBN 978-80-85778-81-6